# Ulica Stanisława Betleja w Lwówku Śląskim
Ulica Stanisława Betleja (niem. Bahnhofstrasse) – ważna ulica w Lwówku Śląskim, o długości 750 m. Przebiega od południowej granicy dzielnicy Płakowice i prowadzi aż do skrzyżowania z ulicą Jakuba Jaśkiewicza. Główny łącznik pomiędzy Lwówkiem Śląskim i dzielnicą Płakowice. Stanowi część głównej arterii komunikacyjnej Lwówka Śląskiego i drogi wojewódzkiej nr 364.
Skrzyżowanie tej ulicy z ulicą Jakuba Jaśkiewicza jest uważane za jeden z najbardziej ruchliwych punktów miasta.

## Przebieg
Przyjmując, że ulica Stanisława Betleja zaczyna się od skrzyżowania z ul. Jakuba Jaśkiewicza, to droga na 120. metrze krzyżuje się z ul. Spółdzielczą i Dworcową, następnie przebiega przez przejazd kolejowo-drogowy i z jej prawej strony odchodzi ulica Rybna. Na 240. metrze, w lewo odchodzi ulica Andrzeja Struga. Następnie na 300., 550. i 650. metrze drogi znajdują się mosty nad rzeką Bóbr i Kanałem Ulgi. Ulica kończy się na 750. metrze i zmienia nazwę na Złotoryjską, która prowadzi przez dzielnicę Lwówka Śląskiego – Płakowice.

## Historia
Do 1945 roku ulica nosiła niemieckojęzyczną nazwę Bahnhofstrasse (ulica Dworca Kolejowego), ze względu bliską lokalizację Dworca Kolejowego w Lwówku Śląskim. Patronem ulicy jest Stanisław Betlej, porucznik Wojska Polskiego w czasie kampanii wrześniowej 1939, komendant placówki AK w Jedliczu, od 1944 kapitan w 2 Armii WP, zginął w walkach nad Nysą Łużycką.

### Ważne obiekty
- Zabytkowy, Kamienny Most na Bobrze w Lwówku Śląskim
- Basen miejski
- Rzeka Bóbr

### Kanał i Most Ulgi
Lwówek Śląski pod względem zagrożenia powodziowego, należy do jednego z najbardziej zagrożonych miast Dolnego Śląska. Największym zagrożeniem dla miasta jest rzeka Bóbr i jego dopływy – potoki Płóczka i Srebrna. W XX wieku większość terenów miejskich była wielokrotnie zalewana i podtapiana. W związku z tym konieczne stało się stworzenie systemu zabezpieczenia przeciwpowodziowego miasta.
Prace projektowe rozpoczęły się w 2004 roku i trwały ponad trzy lata. Zaprojektowany system zabezpieczeń przeciwpowodziowych prezentuje typ biernej ochrony terenów zrealizowany poprzez budowę urządzeń przeciwpowodziowych, przede wszystkim wałów przeciwdziałających bezpośredniemu wlewaniu się wód rzek w chroniony obszar. W ramach zadania powstało 12 wałów opaskowych i cofkowych o łącznej długości 5,03 km.
Prace budowlane rozpoczęły się w czerwcu 2009 roku a ich zakończenie nastąpiło w czerwcu 2014 roku. 3 lipca 2014 roku nastąpiło oficjalne oddanie do użytku wałów przeciwpowodziowych, Kanału Ulgi i nowego mostu nad Kanałem Ulgi.
Inwestycję o wartości 44,3 mln zł została zrealizowana dzięki Dolnośląskiemu Zarządowi Melioracji i Urządzeń Wodnych we Wrocławiu, a sfinansowano ją ze środków rezerwy celowej budżetu państwa – Program dla Odry 2006 oraz Wojewódzkiego Funduszu Ochrony Środowiska i Gospodarki Wodnej we Wrocławiu.